# Mecadot Jehuda

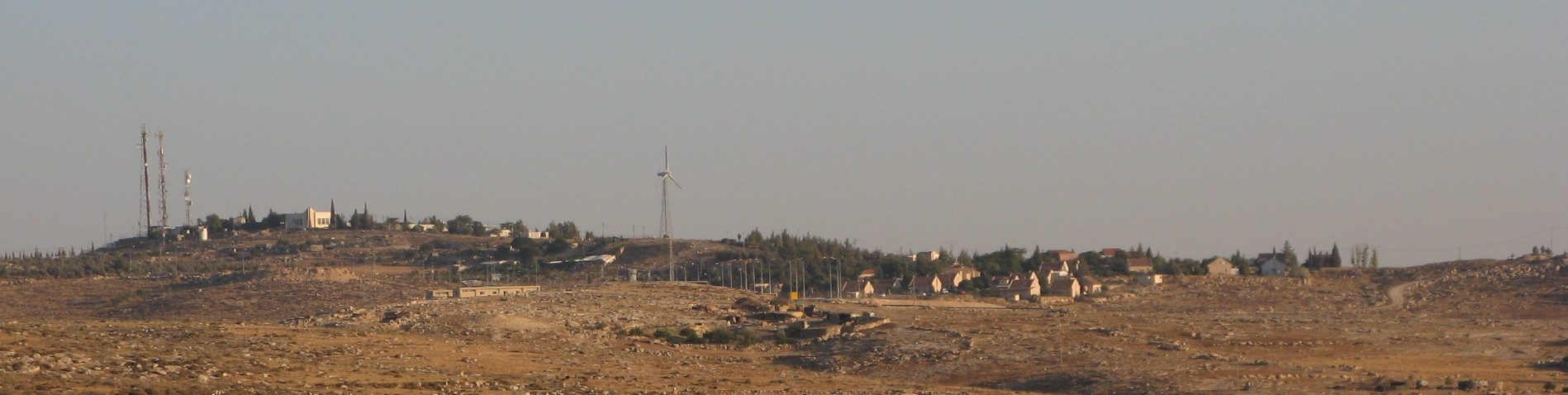
Panorama Mecadot Jehuda

Mecadot Jehuda (hebr. מצדות יהודה) – moszaw położony w samorządzie regionu Har Chewron, w Dystrykcie Judei i Samarii, w Izraelu.
Leży w górach Judzkich, w południowej części Judei.

## Historia
Moszaw został założony w 1979 przez religijnych żydowskich osadników.

## Gospodarka
Gospodarka moszawu opiera się na hodowli drobiu i uprawach oliwek.